# Чикагский ботанический сад
Чикагский ботанический сад (англ. Chicago Botanic Garden) — крупный ботанический сад, расположенный в Гленко, пригороде Чикаго. Один из самых посещаемых ботанических садов США.

## История
Чикагский ботанический сад был открыт в 1972 году. Владельцем сада является Департамент лесных заказников округа Кук, управляется сад Чикагским садоводческим обществом (Chicago Horticultural Society). Член Американской ассоциации публичных садов (APGA). В создании сада приняли участие талантливые американские архитекторы. Генеральный план был разработан известными американскими архитекторами Джоном Симондсоном и Джеффри Раушени. В последующие годы в проект были внесены различные дополнения, связанные с расширением Сада. Так, в 1976 году был открыт Образовательный центр (ныне — Школа Джозефа Регенстайна), построенный по проекту Эдварда Лабари Барнса. В 1982 году под руководством Коити Каваны создан Японский сад. В 1991 году открылся Английский сад, разработанный британским дизайнером Джоном Бруксом.
В 2006 году Чикагский ботанический сад стал обладателем Награды за садовое совершенство (Award of Garden Excellence), ежегодно присуждаемой APGA.

## Описание ботанического сада
Площадь ботанического сада составляет 156 га. На территории имеются 25 тематических сада, 3 оранжереи, открытые в 1978 году.
25 садов и 4 естественные среды обитания включают:
- Водный сад;
- Сад лампочек:
- Сад круга;
- Сад берега озера;
- Сенсорный сад;
- Сад водопада;
- Английский, окружённый стеной, сад;
- Сад местных растений;
- Грунсфельд детский растущий сад;
- Пейзажные сады;
- Японский сад Элизабет Хьюберт Мэлотт;
- Сад наследия;
- Сад моделей железной доргоги;
- Карликовый сад хвойных растений;
- Представление возможностей сада;
- Сад терапии;
- Водные сады;
- Коллекция карликовых деревьев в горшках;
- Зелёная крыша;
- Оранжереи;
- Эспланаду;
- Розарий Кросберг;
- Реку Скокки;
- Вечерний остров;
- Остров паука;
- Семейную бухту Клейнмена;
- Луг английского дуба;
- Прерию Сюзанны С.Диксон;
- Фрукты Регенштайна и Огород.

Сад наследия ботаники (Heritage Garden) создан по образцу первого ботанического сада Европы — Падуанского ботанического сада. В саду установлена скульптура великого шведского ботаника Карла Линнея.
Сад окружён естественными и восстановленными лесами. На территории сада имеются 9 островов, соединённых между собой мостами.
Также в саду располагается школа имени Джозефа Регенстайна, открытая в 1990 году. В ней ежегодно проводятся свыше 4 тысяч уроков.
Осмотреть сад посетителям предлагают пешком, участвуя в туристическом марафоне, на велосипеде или за 45-минутную экскурсию на автобусе со штатным гидом ботанического сада.
В Ботаническом саду более 20 лет развивают программу садовой терапии. Для этого был создан Сад терапии. Его цель — предоставить людям с ограниченными возможностями и пожилым людям мир садоводства и природы. Сад терапии (The Buchler Enabling Garden), занимающий около 1000 м², представляет собой широкий круг инструментов, приспособлений, материалов, структур и растений, которые делают садоводство более доступным для людей с ограниченными возможностями.
- Японский сад
- Розарий
- Вечерний остров (Evening Island)
- Английский настенный сад
- Округлый сад
- Сад наследия ботаники